# Mantella baroni
A Mantella baroni   a kétéltűek (Amphibia) osztályába és  a békák (Anura) rendjébe aranybékafélék (Mantellidae) családjába tartozó faj.

## Előfordulása
Madagaszkár endemikus faja. A sziget keleti partvidékén húzódó hegyvonulaton, Fierenanától az Andringitra hegységig, 600–1200 m-es tengerszint feletti magasságban honos. Természetes élőhelye mocsaras erdők, folyók, bambuszligetek. 

## Nevének eredete
A fajt George Albert Boulenger írta le 1888-ban, aki a fajt az egyedeit begyűjtő és tanulmányozó Richard Baron angol botanikus és misszionárius tiszteletére nevezte el.

## Megjelenése

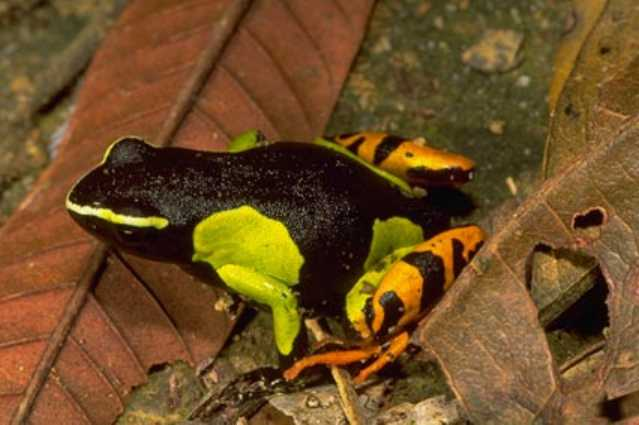

Kis méretű békafaj, a kifejlett egyedek testhossza 22–30 mm. Feje, háta és az oldala fekete. Orrától a szemén túlig sárgás csík húzódik. Mellső végtagja sárga-zöldes, ez a színezet nagy lekerekített foltokban folytatódik az oldalán. Az oldalán látható foltok időnként a hátára is áthúzódnak, és egybefolynak a másik oldali foltokkal (ez gyakran megfigyelhető az Andringitra régió egyedeinél). A hátsó végtagok narancsszínűek szabálytalanul elhelyezkedő fekete csíkokkal tarkítva. Torka és hasi oldala fekete, melyen néhány sárga vagy zöldes, időnként kékes minta látható. Írisze fekete.  

## Természetvédelmi helyzete
A vörös lista a nem veszélyeztetett fajok között tartja nyilván.